# Berri Txarrak
Berri Txarrak (baskisch für Schlechte Nachrichten) ist eine baskische Rockband.

## Geschichte
Berri Txarrak wurde 1994 in Lekunberri (Nafarroa, Spanien) als Parallelprojekt von Gorka Urbizu (Gesang und Gitarre) und Aitor Goikoetxea (Schlagzeug) gegründet. 1997 begannen sie, sich komplett auf diese Band zu konzentrieren, die mittlerweile zwei neue Mitglieder hatte: Mikel López (Bass) und Aitor Oreja (Gitarre).
Nachdem sie eine Demo mit sechs Aufnahmen veröffentlicht hatten, bekamen sie mehrere Auszeichnungen bei verschiedenen Wettbewerben für Newcomer-Bands. Das erlaubte ihnen, im Herbst 1997 ihr gleichnamiges Album zu veröffentlichen. Mit Titeln wie „Lotsarik gabe“, „500 urte ta gero“ und „Ardifiziala“ waren sie in der Baskischen Rockszene erfolgreich.
1999 veröffentlichte die Band ihr zweites Album, Ikasten, bei dem sich ihr Stil weiterentwickelt hatte.
Zwei Jahre später wurde Eskuak/Ukabilak veröffentlicht. Dieses Album umfasst Lieder wie „Oihu“, „Stereo“ und „Biziraun“, für die die Band den Gaztea Saria Award für das beste Lied des Jahres bekam. Mit diesem Album wurde die Band auch außerhalb des Baskenlandes bekannt.
2003 veröffentlichte die Band ihr viertes Album, Libre ©. Es bekam erstklassige Kritiken und ermöglichte ihnen die erste Konzerttour durch Europa (Großbritannien, Dänemark und Deutschland). Libre © ist Berri Txarraks stärkstes Hardcorealbum und bekam außerdem vom Magazin Rock Sound und von Euskadi Gaztea den Preis für das beste Spanische Album.
Nach einer langen Tour verließ Gitarrist Aitor Oreja die Band. 2005 entschieden Urbizu, Goikoetxea und López, die Band als Trio weiterzuführen, und konzentrierten sich auf Berri Txarraks fünftes Album, Jaio.Musika.Hil. Die Band tourte in diesem Jahr außerdem durch Mexiko, Nicaragua und die USA.
Ende 2008 kündigten sie ein neues Album für September 2009 an, das bei Roadrunner Records mit Steve Albini in den Electrical Audio Studios in Chicago produziert wurde und einen Beitrag von Tim McIlrath enthält.
Im Januar 2011 wurden Berri Txarrak bei den 10. Annual Independent Music Awards mit ihrem Lied „Folklore“ für den besten Punksong nominiert. Im gleichen Jahr bereitete die Band ihr neustes Album, Haria, vor, das von Ross Robinson (Slipknot, KoЯn) produziert wurde. Im Februar 2012 wurde das Album vorgestellt und es folgte eine Tour in verschiedenen Ländern.

## Einflüsse
Die Band wurde unter anderem von Nirvana, Rage Against the Machine, Pedro the Lion, Weezer, New Order, Rise Against und Neurosis beeinflusst. Mit Liedern „Aspaldian utzitako Zelda“ und „Mundua begiratzeko leihoak“ interpretierten sie Gedichte und Texte von Joseba Sarrionandia. 2010 brachten sie eine Version des Gedichts „Liluraren Kontra“ heraus, das von Bertolt Brecht geschrieben und auf Baskisch von Mikel Laboa bekannt gemacht wurde.

## Diskografie

### Studioalben
| Jahr | Titel                        | Höchstplatzierung, Gesamtwochen, AuszeichnungChartsChartplatzierungen (Jahr, Titel, Platzierungen, Wochen, Auszeichnungen, Anmerkungen) | Anmerkungen        |
| Jahr | Titel                        | ES | Anmerkungen        |
| ---- | ---------------------------- | --- | ------------------ |
| 2009 | Payola                       | ES7 (7 Wo.)ES | Roadrunner Records |
| 2011 | Haria                        | ES17 (6 Wo.)ES | Kaiowas Records    |
| 2014 | Denbora Da Poligrafo Bakarra | ES20 (5 Wo.)ES | Only in Dreams     |
| 2017 | Infrasoinuak                 | ES20 (5 Wo.)ES | Only in Dreams     |

Weitere Studioalben
- 1997: Berri Txarrak (GOR Diskak)
- 1999: Ikasten (GOR Diskak)
- 2001: Eskuak/Ukabilak (GOR Diskak)
- 2003: Libre © (GOR Diskak)
- 2005: Jaio.Musika.Hil (GOR Diskak)

### Livealben
- 2007: Zertarako Amestu (GOR Diskak)

### Kompilationen
- 2010: Denak ez du balio (Singles 1997–2007) (GOR Diskak)

### EPs
- 1995: Maketa

### Demoaufnahmen
- 1994: Unveröffentlichtes Demo